# Walter Ciocca
Walter Ciocca (Buenos Aires, Argentina, 11 de diciembre de 1907 – 1984) fue un arquitecto e historietista argentino. El teórico Oscar Masotta lo define como el "mejor exponente de la historieta folclórica".

## Biografía
Sus primeros trabajos tuvieron que ver con la planificación arquitectónica de la renovación de la ciudad de Buenos Aires entre 1932 y 1935. 
En 1948 orientó sus esfuerzos al campo de la historieta, con un estilo realista y de temática gauchesca. Sus primeros trabajos incluyen Hilario Leiva y Santos Vega. 
En 1950, apareció su tira Hormiga Negra en La Razón, seguida por Fuerte Argentino en la revista Misterix, para la cual contó con la colaboración del historiador Hugo Portas.
En 1954 creó su personaje más conocido, Lindor Covas, el cimarrón, publicado originalmente en La Razón y luego reproducido en más de 20 periódicos de la Argentina y el Uruguay; y que fuera llevado al cine bajo la dirección de Carlos Cores en 1963, con la colaboración de Ciocca en el guion.